# Gand-Wevelgem 1955
 (novembre 2021).
La 17e édition de Gand-Wevelgem a eu lieu le 3 avril 1955. La course est remportée par le Belge Briek Schotte (Alcyon-Dunlop) qui parcourt les 228 kilomètres en 6 h 15 min 0 s. C'est la seconde victoire de Schotte dans cette course après celle remportée en 1950.
152 coureurs ont pris le départ et 34 ont terminé la course.

## Classement final
| Place | Coureur              | Équipe            | Temps           |
| ----- | -------------------- | ----------------- | --------------- |
| 1     | Briek Schotte        | Alcyon-Dunlop     | 6 h 15 min 00 s |
| 2     | Désiré Keteleer      | Girardengo        | à 2 min 36 s    |
| 3     | Raymond Impanis      | Elvé-Peugeot      | m.t.            |
| 4     | André Noyelle        | Alcyon-Dunlop     | m.t.            |
| 5     | Ferdinand Kübler     | Terrot-Hutchinson | m.t.            |
| 6     | René Mertens         | Individuel        | à 3 min 00 s    |
| 7     | Lode Anthonis        | L'Avenir          | m.t.            |
| 8     | Marcel Rijckaert     | Tebag             | m.t.            |
| 9     | Ernest Sterckx       | L'Avenir          | m.t.            |
| 10    | Léopold Degraeveleyn | Terrot-Hutchinson | m.t.            |